# Bergrheinfeld
Bergrheinfeld – miejscowość i gmina w Niemczech, w kraju związkowym Bawaria, w rejencji Dolna Frankonia, w regionie Main-Rhön, w powiecie Schweinfurt. Leży około 5 km na południe od Schweinfurtu, nad Menem, przy autostradzie A70, drodze B26 i linii kolejowej Schweinfurt – Würzburg/Gemünden am Main.

## Dzielnice
W skład gminy wchodzą dwie dzielnice: Bergrheinfeld i Garstadt

## Demografia
| Rok  | Liczba mieszk. |
| ---- | -------------- |
| 2004 | 4.921          |
| 2005 | 4.976          |

## Polityka
Wójtem jest Peter Neubert. Rada gminy składa się z 20 członków:
|      | CSU | SPD | Wolni Wyborcy Bergrheinfeld/Garstadt | Razem     |
| 2002 | 10  | 3   | 7                                    | 20 miejsc |

## Oświata
(na 1999)

W gminie znajduje się szkoła podstawowa (Hauptschule), szkoła muzyczna oraz dwa przedszkola.